# Phil Baltisberger
Phil Baltisberger (* 13. November 1995 in Zofingen) ist ein Schweizer Eishockeyspieler, der seit Juli 2024 bei den SCL Tigers aus der Schweizer National League unter Vertrag steht und bereits seit Januar 2024 dort auf der Position des Verteidigers spielt. Mit den ZSC Lions gewann Baltisberger in den Jahren 2012, 2018 und 2024 die Schweizer Meisterschaft. Sein älterer Bruder Chris Baltisberger ist ebenfalls professioneller Eishockeyspieler.

## Karriere
Baltisberger startete seine Karriere in der Nachwuchsabteilung des EHC Urdorf. Im Jahr 2008 erfolgte der Wechsel nach Zürich in die gemeinsamen Nachwuchsabteilung des Zürcher SC. Ab der Saison 2011/12 kam das Talent sowohl zu Einsatzminuten bei den GCK Lions in der National League B (NLB) als auch den ZSC Lions in der National League A (NLA). Die Spielzeit 2012/13 war die letzte des Verteidigers bei den Lions. Der Schweizer verliess Zürich in Richtung Kanada und spielte von 2013 bis 2015 bei den Guelph Storm in der Ontario Hockey League (OHL), die ihn beim CHL Import Draft 2013 in der ersten Runde an Position 26 ausgewählt hatten. Am Ende seines ersten Jahres in Kanada gewann er mit den Guelph Storm die Meisterschaft in Form des J. Ross Robertson Cups.
Im Mai 2015 kehrte Baltisberger zu den ZSC Lions zurück, wo er auf seinen Bruder Chris traf. In der Folge gewann der Abwehrspieler mit dem ZSC im Jahr 2016 den Schweizer Cup sowie in den Jahren 2018 und 2024 die Schweizer Meisterschaft. Bereits im Frühjahr 2012 hatte Baltisberger bereits Einsätz für die damalige Meistermannschaft der Lions absolviert.
Nach mehr als acht Jahren in der Organisation der Lions wurde Baltisberger im Januar 2024 bis zum Ende der Spielzeit 2023/24 an den Ligakonkurrenten SCL Tigers ausgeliehen, wo er alsbald einen festen Vertrag über zwei Jahre zum Beginn zur Saison 2024/25 unterzeichnete.

### International
Im Juniorenbereich nahm Baltisberger an den U18-Junioren-Weltmeisterschaften der Jahre 2012 und 2013 teil, ebenso wie den Austragungen des Ivan Hlinka Memorial Tournaments 2011 und 2012. Mit der Schweizer U20-Nationalmannschaft bestritt er die U20-Weltmeisterschaften in den Jahren 2012, 2013, 2014 und 2015.
Sein Debüt in der A-Nationalmannschaft gab der Verteidiger beim Deutschland Cup 2015.

## Erfolge und Auszeichnungen
| - 2011 Schweizer U20-Junioren-B-Meister mit den ZSC Lions - 2012 Schweizer U20-Juniorenmeister mit den GCK Lions - 2012 Schweizer Meister mit den ZSC Lions - 2013 Schweizer U20-Juniorenmeister mit den GCK Lions - 2014 J.-Ross-Robertson-Cup-Gewinn mit den Guelph Storm | - 2016 Schweizer Cupsieger mit den ZSC Lions - 2018 Schweizer Meister mit den ZSC Lions - 2022 Schweizer Vizemeister mit den ZSC Lions - 2024 Schweizer Meister mit den ZSC Lions |

## Karrierestatistik
Stand: Ende der Saison 2024/25

### International
Vertrat die Schweiz bei:
| - Ivan Hlinka Memorial Tournament 2011 - U20-Junioren-Weltmeisterschaft 2012 - U18-Junioren-Weltmeisterschaft 2012 - Ivan Hlinka Memorial Tournament 2012 | - U20-Junioren-Weltmeisterschaft 2013 - U18-Junioren-Weltmeisterschaft 2013 - U20-Junioren-Weltmeisterschaft 2014 - U20-Junioren-Weltmeisterschaft 2015 |

(Legende zur Spielerstatistik: Sp oder GP = absolvierte Spiele; T oder G = erzielte Tore; V oder A = erzielte Assists; Pkt oder Pts = erzielte Scorerpunkte; SM oder PIM = erhaltene Strafminuten; +/− = Plus/Minus-Bilanz; PP = erzielte Überzahltore; SH = erzielte Unterzahltore; GW = erzielte Siegtore; 1 Play-downs/Relegation; Kursiv: Statistik nicht vollständig)